# Goljemadi
Goljemadi är en ort i Montenegro. Den ligger i den södra delen av landet, 11 km sydväst om huvudstaden Podgorica. Goljemadi ligger 97 meter över havet och antalet invånare är 203.
Terrängen runt Goljemadi är kuperad åt nordväst, men åt sydost är den platt. Runt Goljemadi är det ganska glesbefolkat, med 48 invånare per kvadratkilometer. Närmaste större samhälle är Podgorica, 11,2 km nordost om Goljemadi. Omgivningarna runt Goljemadi är en mosaik av jordbruksmark och naturlig växtlighet.